# Ganja (Azerbaijão)
Ganja AFI: [ɟæn'ʤæ] (em azeri:  Gəncə) é a segunda maior cidade do Azerbaijão. Nos tempos soviéticos era chamada Kirovabad (russo: Кировабад). Está localizado na planície de Ganja-Cazaque, no rio Ganja na bacia do Kura. Ganja é um dos principais centros de ciência e educação.